# Paul Kossoff
Paul Francis Kossoff (Londres, 14 de Setembro de 1950 — Estados Unidos, 19 de Março de 1976) foi um guitarrista inglês, um dos membros da famosa banda Free formada no final dos anos 60, filho de um famoso ator, também britânico, David Kossoff.

## Carreira
Iniciou sua carreira de guitarrista em meados da década de 1960, tocando em uma banda de heavy blues-rock chamada Black Cat Bones, junto com o baterista Simon Kirke. Em abril de 1968 ambos uniram-se ao vocalista Paul Rodgers, e ao baixista Andy Fraser formando a banda Free. A banda fez 2 anos de turnê apresentando os álbuns Tons Of Sobs (1968) and Free (1969).
O sucesso maior veio em 1970, com o álbum Fire and Water (1970), que trouxe o a sua música mais famosa, "All Right Now", que causou muitas críticas e audiência em seus concertos. O álbum seguinte Highway (1970) veio seguido do desmanche da formação oficial, Rodgers e Fraser perseguiram carreiras solo, Kossoff e Kirke, uniram-se ao tecladista John "Rabbit" Bundrick e ao baixista japonês Tetsu Yamauchi para realizar o álbum Kossoff, Kirke, Tetsu and Rabbit (1971).

## Morte
Kossoff encontrava-se debilitado psicologicamente pelo fim da banda Free e também pelo excessivo uso de drogas. Sua saúde estava em estado muito precário para alguém de sua idade, apenas 25 anos. Morreu no dia 19 de Março de 1976, em um voo que ia de Los Angeles para Nova Iorque, com problemas de coração relacionados ao uso de drogas. Seu corpo foi cremado.

## Discografia

### Free
- Tons Of Sobs (1968)
- Free (1969)
- Fire And Water (1970)
- Highway (1970)
- Free Live! (1971) (ao vivo)
- Kossoff, Kirke, Tetsu and Rabbit (1971)
- Free At Last (1972)
- Heartbreaker (1973)

Álbuns após o término da banda:
- The Free Story (1974)
- The Best of Free (1975)
- Free and Easy, Rough and Ready (1976)
- Completely Free (1982)
- All Right Now: The Best of Free (1991)
- Molten Gold: The Anthology (1994) (2 discos)
- Free: All Right Now (1999)
- Songs of Yesterday (2000) (5 discos)
- Chronicles (2005) (2 discos)

### Solo
- Back Street Crawler (1973)
- Koss (1977)

### Back Street Crawler
- The Band Plays On (1975)
- Second Street (1976)
- Live at Croydon Fairfield Halls 15/6/75

## Kossoff entre os 100 melhores guitarristas de todos os tempos
- A lista[1] é de autoria da revista Rolling Stone, e foi divulgada no ano de 2003.

| Posição | Guitarrista        | Banda                    |
| ------- | ------------------ | ------------------------ |
| 1º      | Jimi Hendrix       |                          |
| 2º      | Duane Allman       | The Allman Brothers Band |
| 3º      | B.B. King          |                          |
| 4º      | Eric Clapton       |                          |
| 5º      | Robert Johnson     |                          |
| 6º      | Chuck Berry        |                          |
| 7º      | Stevie Ray Vaughan |                          |
| 8º      | Ry Cooder          |                          |
| 9º      | Jimmy Page         | Led Zeppelin             |
| 10º     | Keith Richards     | The Rolling Stones       |
| 51º     | Paul Kossoff       | Free                     |